# Jagiellonia Białystok (futsal)
Jagiellonia Białystok Futsal – polski klub futsalowy z Białegostoku, obecnie występujący w grupie północnej FOGO I ligi futsalu. Drużyna działa jako stowarzyszenie zarejestrowane 12 grudnia 2022 roku W styczniu 2023 roku podpisano umowę partnerską pomiędzy Stowarzyszeniem BS Futsal,  MOKS Słoneczny Stok Białystok i Jagiellonią Białystok. Na mocy porozumienia klub przyjął nazwę Jagiellonia Białystok Futsal i przejął miejsce oraz licencję na grę w ekstraklasie od drużyny MOKS-u Białystok.
Zarząd klubu stanowią prezes – Paweł Sokół, członek zarządu – Sławomir Przestrzelski, Daniel Miszczuk, organ nadzoru – Andrzej Skrzypek.
Klub rozgrywa swoje mecze na hali Zespołu Szkół Mechanicznych znajdującego się na ul. Władysława Broniewskiego 14. Siedziba klubu znajduje się na ul. Rynek Kościuszki 30/4.

## Osiągnięcia
- Finalista Pucharu Polski w sezonie 2022/2023.
- 2x występów w ekstraklasie futsalu.

## Sztab
| Trener            | Oleksandr Kolesnykov |
| Fizjoterapeuta    | Dorian Remizowicz    |
| kierownik drużyny | Sławomir Chomczyk    |

## Kadra
| Poz.      | Nr. | Nazwisko                                  | Urodz.     | poprzedni klub futsalowy              |
| --------- | --- | ----------------------------------------- | ---------- | ------------------------------------- |
| BR        | 1   | Kacper Laskowski                          | 2006       | BAF Bonito Białystok                  |
| BR        | 99  | Yurii Kozachenko                          |            | AFFK Sumy                             |
| RO        | 22  | Jacek Dzienis                             | 07.11.1994 |                                       |
| RO        | 15  | Grzegorz Haraburda                        | 07.06.2006 | BAF Bonito Białystok                  |
| RO        | 29  | Oleksandr Kolesnykov                      | 24.05.1988 | Futsal Leszno                         |
| RO        | 8   | Krzysztof Kożuszkiewicz                   | 10.04.1990 | MOKS Słoneczny Stok Białystok         |
| RO        | 10  | Vitalii Lisnychenko                       |            | Wenecja Pułtusk                       |
| RO        | 7   | Mateusz Łebieniec                         | 08.12.1998 | Helios Białystok                      |
| RO        | 14  | Grzegorz Makal                            | 19.11.1993 | MOKS Słoneczny Stok Białystok         |
| RO        | 9   | Dzianis Samsonov                          |            |                                       |
| RO        | 11  | Piotr Skiepko (k)                         | 25.02.1995 | MOKS Słoneczny Stok Białystok         |
| RO        | 93  | Igor Bento Eduardo                        | 10.12.1993 | Bastia Agglomération Futsal (FRA)     |
| RO        | 98  | Olivier Ambrożej                          | 2008       | MOKS Słoneczny Stok Białystok         |
| RO        | 88  | Rodrigo De Oliveira Martins (Rodriguinho) | 11.09.1999 | International Futsal Club Kadaň (CZE) |
| RO        | 19  | Adrian Zabrocki                           | 22.09.1989 | MTS Knurów                            |
| RO        | 77  | Nikodem Łupiński                          | 01.05.2002 | KKF CTK Logistics Konin               |
| RO        |     | Valdir Ferreira Dos Santos Junior         | 20.03.1995 | Maravilha Futsal                      |
| RO        |     | Matheus Nery Santos                       | 08.02.2002 |                                       |
| RO        |     | Vitalii Pankratii                         | 20.05.2004 |                                       |
| Transfery |     |                                           |            |                                       |
| BR        | 17  | Szymon Danilewicz                         | 08.08.2001 | MOKS Słoneczny Stok Białystok         |
| RO        | 20  | Nuno Daniel Henriques Sanches (Sasa)      | 14.01.2003 | MOKS Słoneczny Stok Białystok         |
| RO        |     | Eryk Kajewski                             | 19.09.2004 | Futbalo Białystok                     |

## Sezony
| Poziomy rozgrywkowe | Poziomy rozgrywkowe | Poziomy rozgrywkowe | Poziomy rozgrywkowe | Poziomy rozgrywkowe | Sezony, opis      | Sezony, opis | Sezony, opis | Sezony, opis | Sezony, opis | Sezony, opis | Sezony, opis | Sezony, opis | Sezony, opis | Sezony, opis | Sezony, opis | Nazwa            |
| I                   | II                  | III                 | IV                  | Sezon               | Liga              | Me.          | Pkt          | B+           | B-           | M.           | Z.           | R.           | P.           | Uwagi        | PP           | Nazwa            |
| ------------------- | ------------------- | ------------------- | ------------------- | ------------------- | ----------------- | ------------ | ------------ | ------------ | ------------ | ------------ | ------------ | ------------ | ------------ | ------------ | ------------ | ---------------- |
| E                   | I                   | II                  | III                 | 2022/2023           | Ekstraklasa       | 6(15)        | 42           | 107          | 94           | 28           | 12           | 6            | 10           | [ 4 ]        | Finalista    | MOKS/Jagiellonia |
| E                   | I                   | II                  | III                 | 2023/2024           | Ekstraklasa       | 16(16)       | 10           | 67           | 174          | 30           | 3            | 1            | 26           | [ 6 ]        | 1/32         | Jagiellonia      |
| E                   | I                   | II                  | III                 | 2024/2025           | I liga (gr. płn.) | 3(12)        | 48           | 118          | 60           | 22           | 15           | 3            | 4            | [ 7 ]        | 1/16         | Jagiellonia      |
| E                   | I                   | II                  | III                 | 2025/2026           | I liga (gr. płn.) |              |              |              |              |              |              |              |              |              |              | Jagiellonia      |

## Sezon 2024/2025
- Mateusz Łabieniec z 24 golami na koncie zakończył sezon na 3. miejscu w klasyfikacji strzelców I ligi grupy północnej

| Lp. | Drużyna                   | M  | Z  | R | P  | Bramki | Bramki | Różn. | Pkt. | Uwagi             |
| --- | ------------------------- | -- | -- | - | -- | ------ | ------ | ----- | ---- | ----------------- |
| 1   | Futsal Świecie            | 22 | 19 | 3 | 0  | 150    | 53     | +97   | 60   | Awans ekstraklasa |
| 2   | Wiara Lecha Poznań (b)    | 22 | 17 | 2 | 3  | 117    | 58     | +59   | 53   | Baraże            |
| 3   | Jagiellonia Białystok (s) | 22 | 15 | 3 | 4  | 118    | 62     | +56   | 48   |                   |
| 4   | LSSS Team Lębork          | 22 | 11 | 2 | 9  | 87     | 79     | +8    | 35   |                   |
| 5   | LZS Dragon Bojano         | 22 | 9  | 1 | 12 | 95     | 98     | -3    | 28   |                   |
| 6   | KS Gniezno                | 22 | 7  | 5 | 10 | 73     | 94     | -21   | 26   |                   |
| 7   | Wenecja Pułtusk           | 22 | 7  | 5 | 10 | 75     | 97     | -22   | 26   |                   |
| 8   | Futbalo Białystok         | 22 | 6  | 6 | 10 | 67     | 90     | -23   | 24   |                   |
| 9   | AZS UG Gdańsk             | 22 | 6  | 5 | 11 | 59     | 92     | -33   | 23   |                   |
| 10  | Futsal Szczecin           | 22 | 6  | 4 | 12 | 70     | 77     | -7    | 22   |                   |
| 11  | KIA Łowicz (b)            | 22 | 7  | 1 | 14 | 69     | 110    | -41   | 22   | Spadek            |
| 12  | KKF Konin                 | 22 | 2  | 3 | 17 | 70     | 140    | -70   | 9    | Spadek            |

Źródło:

## Źródła
- Strona oficjalna
- Facebook
- Instagram
- I liga futsalu na pzpn.pl
- I liga futsalu futsal-polska.pl